# DVBBS
I DVBBS sono un duo canadese di origine greco-olandese di musica elettronica formato nel 2012 e composto dai fratelli Alexandre van den Hoef e Christopher van den Hoef.

## Carriera
I fratelli van den Hoef, olandesi da parte paterna e greci da parte materna, sono nati a Orangeville, Ontario rispettivamente il 17 ottobre 1991 e il 1º gennaio 1990.
Hanno debuttato nel marzo 2012 con l'album Initio, caratterizzato da una varietà di generi musicali tra cui house, musica elettronica e dubstep.
Sono conosciuti principalmente per il singolo Tsunami, realizzato insieme a Borgeous nel 2013: il brano, pubblicato dalla Doorn Records, etichetta discografica di proprietà del disc jockey Sander van Doorn, ha raggiunto la vetta di numerose classifiche, tra le quali la Ultratop in Belgio; Mega Dance Top 30, Single Top 100, Dutch Top 40 nei Paesi Bassi e la Dance Top 50 in Polonia.

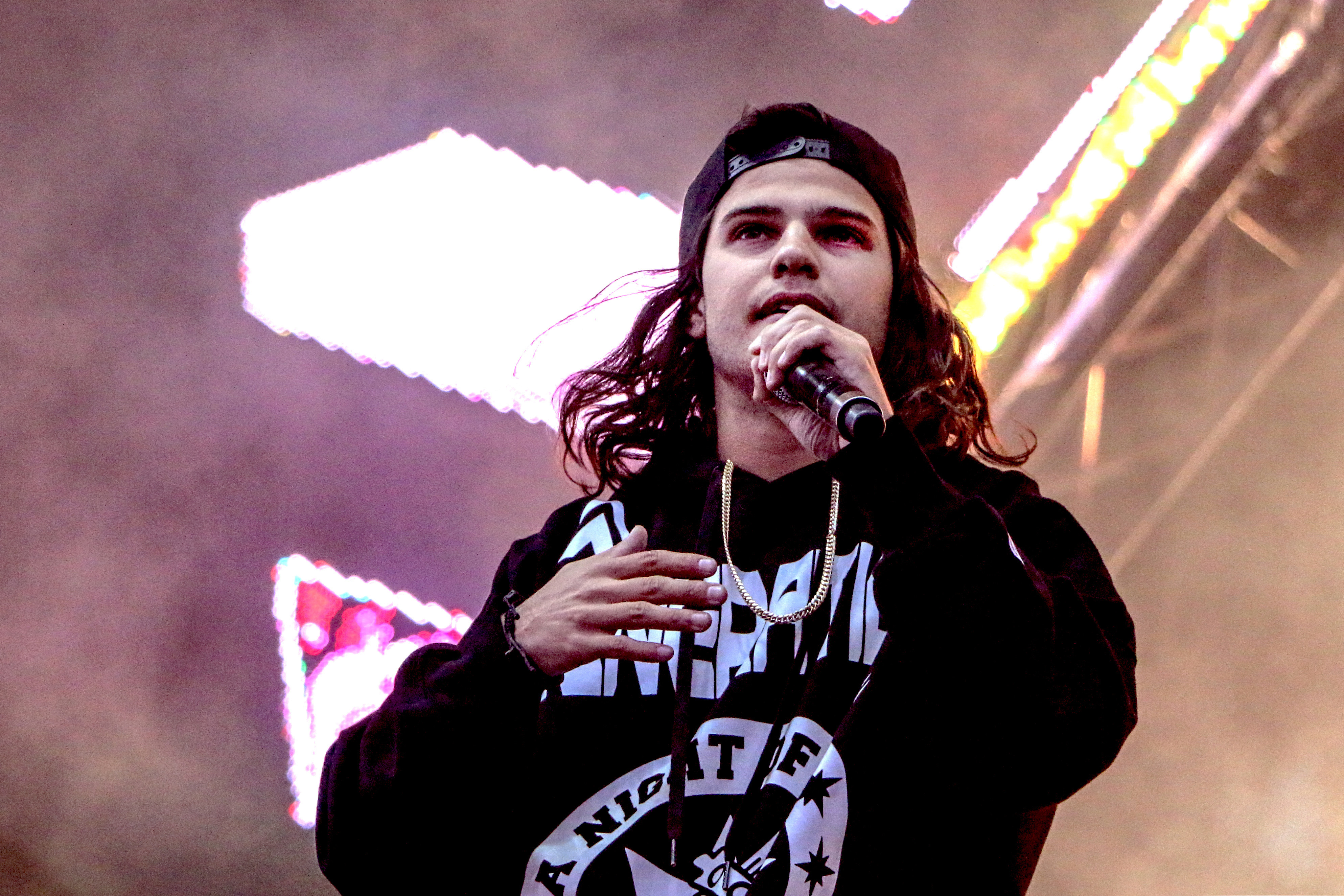
DVBBS al VELD 2016

La versione vocale, dal titolo Tsunami (Jump), cantata dal rapper Tinie Tempah ed edita dalla Ministry of Sound, ha raggiunto la vetta della Official Dance Chart e della Official Singles Chart.
Oltre a Tsunami e alla sua riedizione Jump, i DVBBS pubblicano molte nuove canzoni, di cui la più conosciuta Gold Skies con Sander van Doorn & Martin Garrix. Altre famose collaborazione sono quelle con Tony Junior per Immortal, Vinai per Raveology, MOTi per This Is Dirty, Dropgun (feat. Sanjin) per Pyramids e con Jay Hardway per Voodoo.
I loro live sono caratterizzati da playlist che comprendono canzoni dubstep, big room, electro house e hardstyle.

### Top 100 Dj Magazine
Classifica stilata dalla rivista DJ Magazine.
- 2014: #20 (New Entry)
- 2015: #16
- 2016: #24
- 2017: #22
- 2018: #16
- 2019: #23
- 2020: #55
- 2021: #107

## Discografia

### EP
| Titolo | Dettagli                                                                               |
| ------ | -------------------------------------------------------------------------------------- |
| Initio | - Pubblicazione: 2012 - Etichetta: Universal Music Canada - Formati: Download digitale |

### Singoli
| 2012                                                                                               | DRVGS con Hayley Gene                                   | —  | —  | —  | — | —   | —  | — | — | —  | — |
| 2012                                                                                               | Love & Lies                                             | —  | —  | —  | — | —   | —  | — | — | —  | — |
| 2013                                                                                               | We Are Electric feat. Simon Vilcox                      | —  | —  | —  | — | —   | —  | — | — | —  | — |
| 2013                                                                                               | Woozy Anthem con EITRO                                  | —  | —  | —  | — | —   | —  | — | — | —  | — |
| 2013                                                                                               | We Know con Swanky Tunes & EITRO                        | —  | —  | —  | — | —   | —  | — | — | —  | — |
| 2013                                                                                               | Tsunami con Borgeous                                    | 90 | 14 | 1  | 8 | 3   | 14 | 1 | 3 | 17 | 1 |
| 2013                                                                                               | Stampede Dimitri Vegas & Like Mike vs. DVBBS & Borgeous | —  | —  | 30 | — | 129 | —  | — | — | —  | — |
| 2014                                                                                               | Raveology con VINAI                                     | —  | —  | 84 | — | —   | —  | — | — | —  | — |
| 2014                                                                                               | Immortal con Tony Junior                                | —  | —  | —  | — | —   | —  | — | — | —  | — |
| 2014                                                                                               | This Is Dirty con MOTi                                  | —  | —  | —  | — | —   | —  | — | — | —  | — |
| 2014                                                                                               | Gold Skies con Sander van Doorn & Martin Garrix         | —  | —  | —  | — | —   | —  | — | — | —  | — |
| 2014                                                                                               | We Were Young                                           | —  | —  | —  | — | —   | —  | — | — | —  | — |
| 2014                                                                                               | Deja Vu con Joey Dale e Delora                          | —  | —  | —  | — | —   | —  | — | — | —  | — |
| 2014                                                                                               | Dope con Justin Prime                                   | —  | —  | —  | — | —   | —  | — | — | —  | — |
| 2014                                                                                               | Pyramids con Dropgun e Sanjin                           | —  | —  | —  | — | —   | —  | — | — | —  | — |
| 2015                                                                                               | Voodoo con Jay Hardway                                  | —  | —  | —  | — | —   | —  | — | — | —  | — |
| 2015                                                                                               | White Clouds                                            |    |    |    |   |     |    |   |   |    |   |
| 2016                                                                                               | Angel con Dante Leon                                    |    |    |    |   |     |    |   |   |    |   |
| "—" indica che il singolo non è stato pubblicato in quella nazione, o non è entrato in classifica. |                                                         |    |    |    |   |     |    |   |   |    |   |

- 2020: Jackin'
- 2020: Loyal
- 2020: West Coast (con Quinn XCII)